# Toon van Agt
Antonius Michel Cornelis Maria (Toon) van Agt (Eindhoven, 31 mei 1911 – Geldrop, 22 augustus 2000) was een Nederlands politicus van de KVP.
Hij werd geboren als zoon van Andreas Johannes Pius van Agt (1869-1946) en Antonia Huberdina Schellens (1870-1940). Hij was firmant bij een linnen- en katoenweverij. In Geldrop was hij KVP-fractievoorzitter in de gemeenteraad en vanaf 1949 wethouder. Zijn schoonvader J.A.M. Bruineman was Eerste Kamerlid en burgemeester. In maart 1964 werd Van Agt ook burgemeester en wel van Heeze. Hij zou die functie blijven uitoefenen tot zijn pensionering in juni 1976. Van Agt overleed in 2000 op 89-jarige leeftijd.
Hij was een oom van minister-president Dries van Agt en vader van Hans van Agt die eveneens burgemeester werd.